# Tache solaire
Pour l’article homonyme, voir Sun SPOT (technique de réseaux de capteurs sans fil).
Pour un article plus général, voir Tache stellaire.

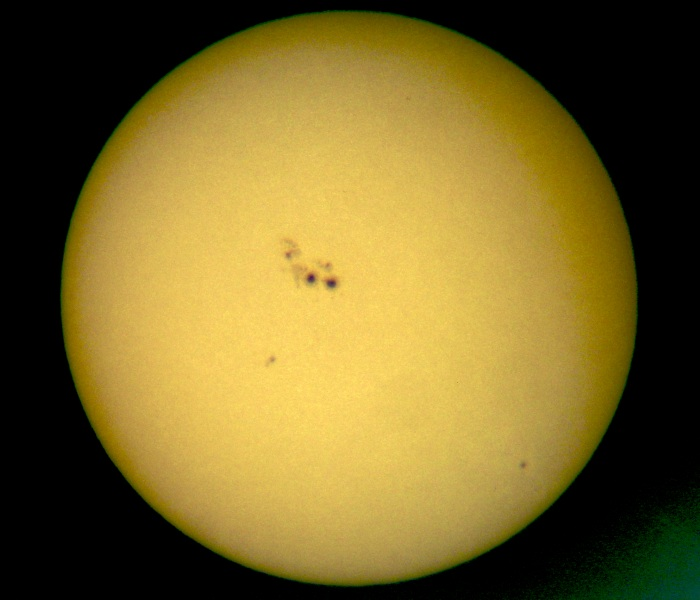
Taches solaires.

Une tache solaire est une région sur la surface du Soleil (photosphère) qui est marquée par une température inférieure à son environnement et a une intense activité magnétique. C'est son champ magnétique qui inhibe la convection par un effet similaire aux freins à courants de Foucault, ralentissant ainsi l'apport de chaleur venant de l'intérieur du Soleil (dans cette zone), formant des zones où la température de surface est réduite.
C'est essentiellement la baisse de température de la tache relative à son environnement qui la rend visible, l'émission de la tache étant de ce fait moins intense (la loi de Stefan-Boltzmann dit que l'émission d'une région de température T est proportionnelle à T4).

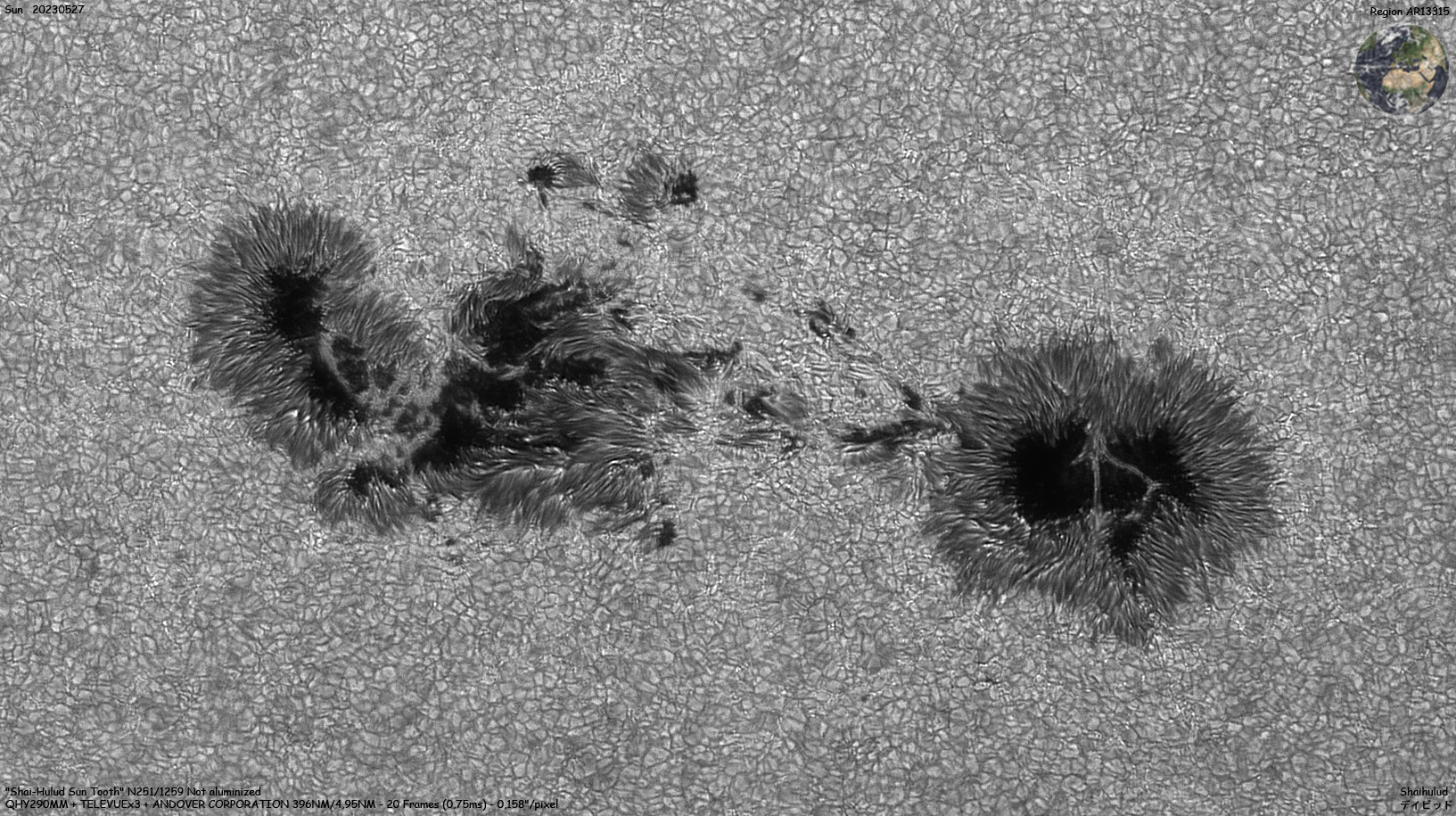
La région AR13315 vue par un télescope amateur.

## Cycles des taches solaires
Les taches solaires révèlent la convection du plasma solaire : cette matière ionisée forme des cellules de convection, ses flux plongeant au niveau de l'équateur et remontant au niveau des pôles. Avec une vitesse moyenne de 65 km/h, ces flux de plasma mettent onze années pour boucler la cellule de convection et sont à l'origine du cycle solaire. Ce cycle solaire se traduit par une forte modulation du nombre de taches solaires visibles. De plus, on observe une modulation à plus grande échelle de temps de l'activité solaire par ses taches : le nombre maximum de taches solaires visible au maximum du cycle solaire varie au cours du temps et est corrélé avec la variation des champs magnétiques solaires.
Les taches solaires sont plus sombres et plus froides que la surface du Soleil et diminuent donc l'intensité du rayonnement solaire. Mais elles s'accompagnent de points lumineux qui augmentent l'intensité du rayonnement solaire. C'est l'effet des points lumineux qui l'emporte, de sorte que le rayonnement solaire est plus élevé, de 0,1 % environ, lors des périodes de forte activité solaire. Cette différence peut sembler faible mais représente une différence d'énergie reçue importante pour un système comme la Terre. Ainsi, le cœur du petit âge glaciaire, couvrant la période 1550-1850 a ainsi été marqué par un très faible nombre de taches solaires, voire une disparition complète de celles-ci aux alentours de 1665-1700.

## Observations historiques des taches solaires

### Monde chinois

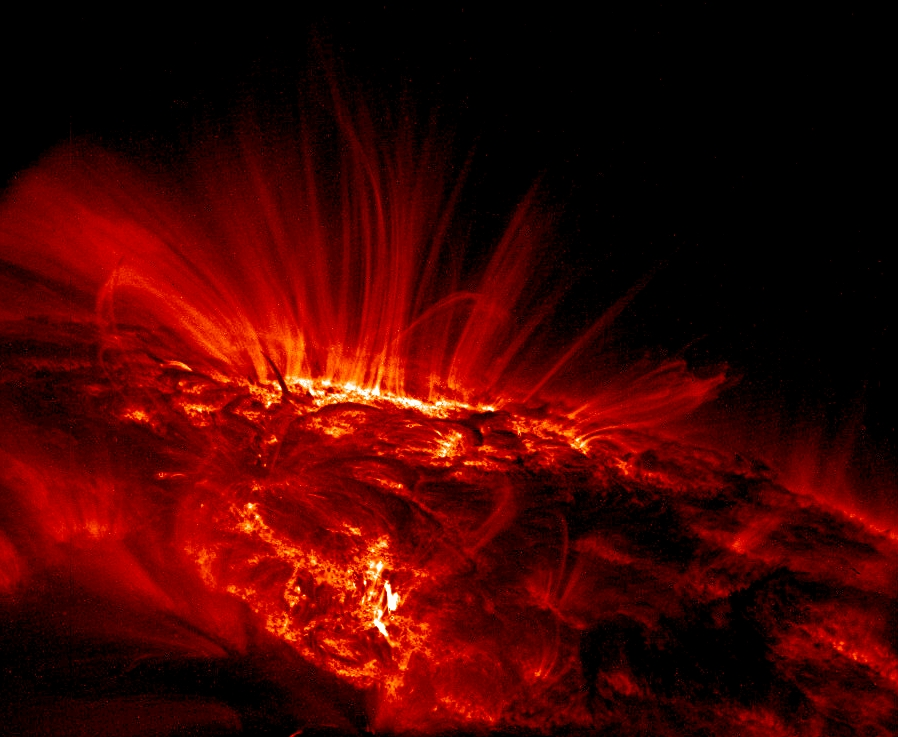
Image d'une tache solaire obtenue par le télescope spatial TRACE.

La première observation avérée de taches solaires remonte à l'an -28, en provenance de Chine. Des observations régulières sont relatées en provenance du monde chinois (comprenant l'actuelle Chine, ainsi que le Japon et la péninsule coréenne) à partir du début du IVe siècle. Ces témoignages extrêmes orientaux comparent souvent la taille des taches à divers objets de la vie courante, notamment des fruits. Il semble avéré qu'un système de conversion entre taille moyenne de ces objets et taille angulaire des taches existe, bien que celui-ci ne soit pas connu avec certitude. Une estimation récente faite par des auteurs européens suggère que la taille angulaire correspondante était donnée par la taille angulaire desdits objets observés à une distance d'environ 100 mètres. 
Les moyens mis en œuvre pour réaliser de telles observations ne sont à l'heure actuelle (2008), pas connus. Il est possible que les observateurs aient bénéficié de conditions favorables issues de diverses tempêtes de sable en provenance du désert de Gobi ou du bassin du Tarim. Une autre hypothèse est que les observations aient été permises par des instruments rudimentaires filtrant la lumière solaire à l'aide de jade ou de mica, bien qu'aucune mention de tels instruments ne soit parvenue jusqu'à nous.
Il est arrivé, à cette époque, que l'on coupe la tête aux astrologues chinois ayant fait ces observations, car elles étaient de mauvais augure. Ce biais peut-être compensé par l'étude d'observations simultanées dans différents pays, la Corée, le Japon et la Chine ayant consigné des relevés de tâches solaires.

### Europe

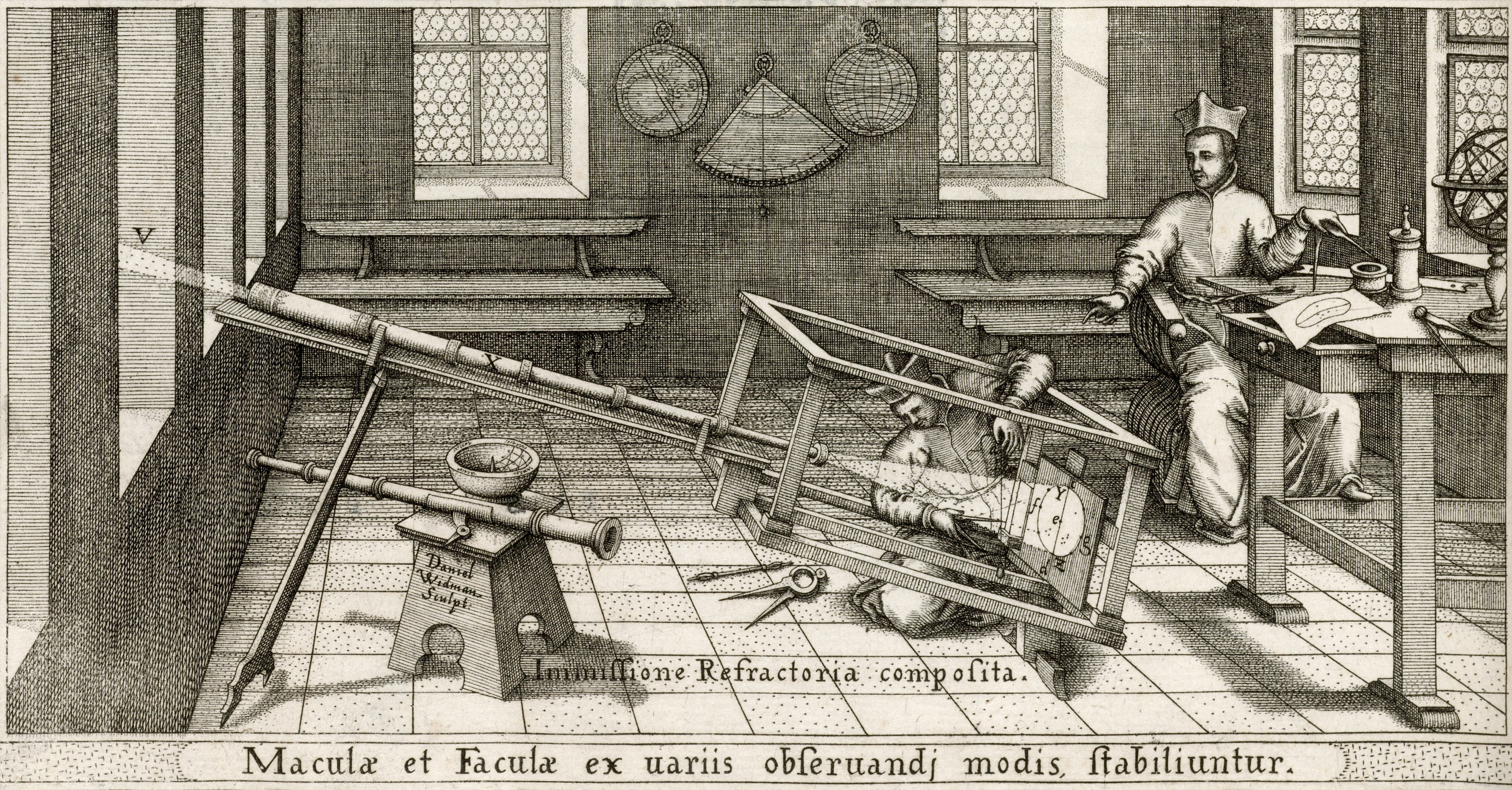
Scheiner étudiant les taches solaires, en 1625.

En Europe, les observations anciennes de taches solaires sont extrêmement peu nombreuses, la seule mention officielle durant le Haut Moyen Âge est due à Éginhard et relate qu'une tache solaire a été visible en 807 pendant huit jours avant d'être masquée par des nuages. Il semble vraisemblable que ce soit une conséquence du dogme aristotélicien de l'immuabilité des cieux, qui ne fut battu en brèche qu'à la fin du XVIe siècle par l'observation de la supernova historique SN 1572 par Tycho Brahe. De ce fait, si des mentions existent dans l'Antiquité grecque (par exemple par Théophraste d'Athènes), divers autres témoignages interprètent mal la nature de ces taches, les assimilant à des transits des planètes Mercure et Vénus, voire d'hypothétiques « lunes solaires », sans doute en raison de la prévalence du dogme aristotélicien. En fait, durant tout le Moyen Âge, seules deux observations européennes de taches solaires sont répertoriées, en 1367 et 1371, en provenance de Russie. Ces observations furent semble-t-il rendues possibles par la présence d'importants feux de forêts ayant suffisamment obscurci l'atmosphère de cette région pour permettre l'observation détaillée du disque solaire,.
Les Annales de Saint-Bertin évoquent toutefois un événement d'avril 860 qui ressemble fort à des taches solaires gigantesques (cf. année 860) :  
« On dit de même que le 6 avril (860), le soleil levé, l'on vit au milieu de son disque une tache noire, et celle-là étant descendue vers les parties inférieures, une autre aussitôt se jeta sur les parties supérieures, et parcourut tout le disque jusqu'en bas. Cela arriva le dixième jour de la lune. ».
Des taches solaires furent également observées, en 1611, par Christoph Scheiner à l'aide de verres teintés et Galilée grâce à sa lunette astronomique et un système de rétroprojection sur écran. Ce dernier en fit un de ses arguments pour combattre le système géocentrique d'Aristote selon lequel le Soleil est un astre parfait, ce qui est incompatible avec l'idée de taches.
Le plus important groupe de taches solaires observé à ce jour est apparu en avril 1947. Il était composé de deux taches principales et plusieurs taches plus petites, et couvrait plus de 1 % du disque solaire.

## Intérêt scientifique
Les statistiques sur les taches solaires existent en Europe à partir du début du XVIIe siècle, sans qu'il soit aisé de déterminer la fiabilité des observations les plus anciennes. Les données sont considérées comme réellement statistiquement fiables uniquement à partir de 1850. La mention de la disparition quasi complète des taches solaires sur la période 1645-1715 est généralement attribuée à Edward Maunder (1890), et porte de ce fait le nom de minimum de Maunder, bien qu'en réalité ce minimum ait été découvert trois ans plus tôt par Gustav Spörer, cité d'ailleurs par Maunder. Les statistiques des taches solaires révèlent aussi un autre minimum dans leur nombre, allant de 1800 à 1835 et appelé minimum de Dalton.